# Karikatur auf die Kunstpraxis an der Hohen Karlsschule
Die Karikatur auf die Kunstpraxis an der Hohen Karlsschule ist ein Werk des Künstlers Joseph Anton Koch aus dem Jahr 1791.

## Hintergrund
Joseph Anton Koch wurde 1785 als Schüler der Malerei an der Hohen Karlsschule aufgenommen. Die Bevormundung durch das Lehrpersonal nahm er nicht schweigend hin. 1791 setzte er sich mit einer Karikatur zur Wehr, nachdem der Intendant Christoph Dionysius Seeger ihn unangemessen bestraft hatte. Seeger hatte von Herzog Carl Eugen die Befugnis erhalten, Disziplinarstrafen über die Schüler zu verhängen, hatte jedoch in diesem Falle den Rahmen, innerhalb dessen sich die Strafen nach der Vorgabe des Herzogs zu bewegen hatten, überschritten: Erwachsene Schüler sollten nicht körperlich gezüchtigt werden, Seeger aber hatte Koch offenbar geschlagen. Daher griff er nicht ein, als Kochs Karikatur, die ihn belastete, in der Hohen Karlsschule in Umlauf war, und das Blatt blieb erhalten.
Wenige Monate nachdem er die Karikatur geschaffen hatte, floh Koch aus der Hohen Karlsschule. Sein Freund Johann Baptist Seele, dessen Sympathie mit der Französischen Revolution man fürchtete, wurde 1792 entlassen.

## Beschreibung

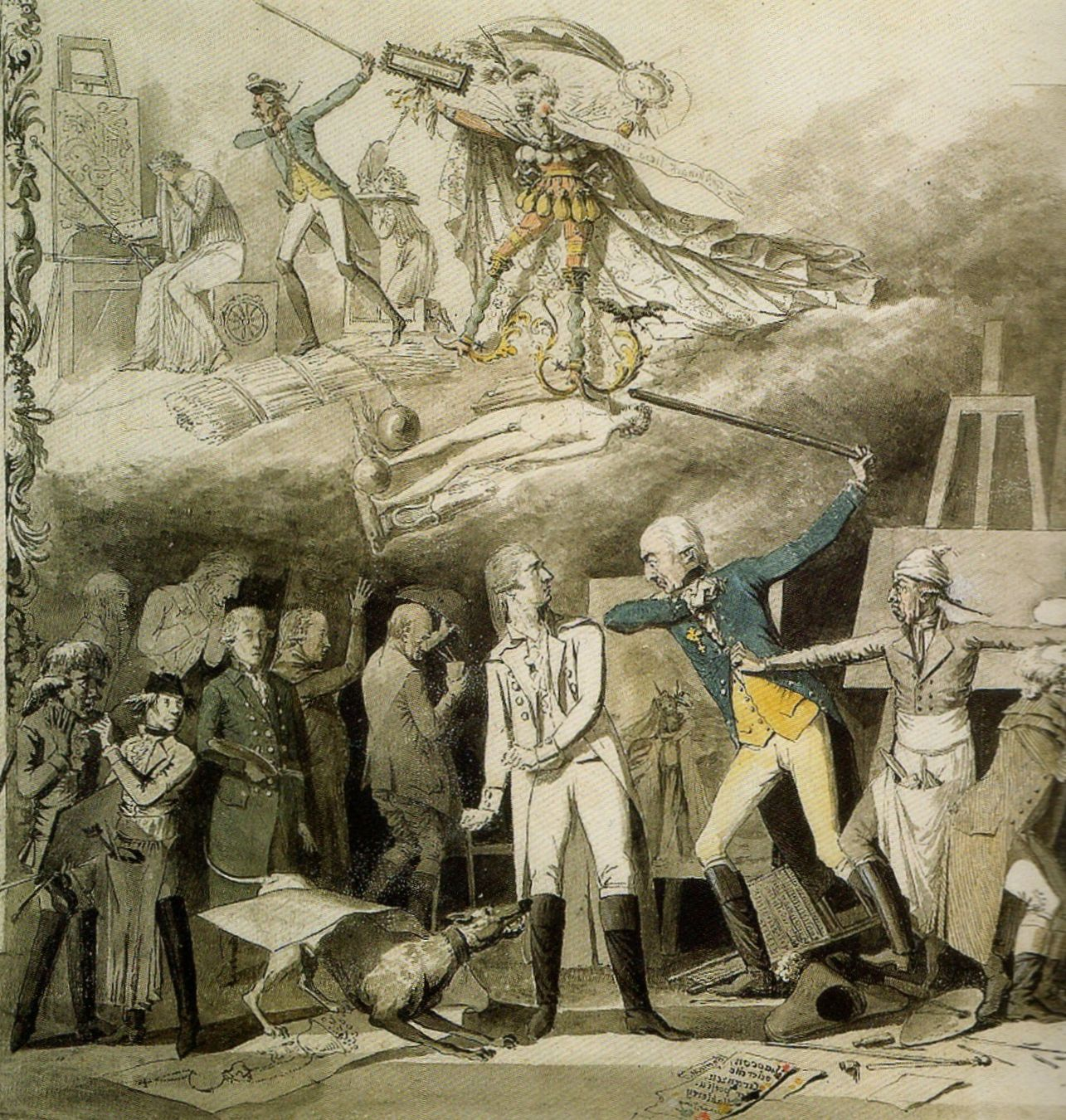
Die zentralen Figuren

Im Zentrum des Bildes und des Geschehens steht ein Eleve, der soeben eine Auseinandersetzung mit dem Schulleiter Seeger hat. Mit trotzigem Blick und geballten Fäusten blickt der junge Mann, der Zivilkleidung im Stile der französischen Revolutions-Mode statt einer Uniform trägt und vor einer großen Staffelei steht, auf der andeutungsweise ein umschlungenes Paar zu sehen ist, nach rechts über den Kopf des Intendanten Seeger hinweg. Dieser trampelt grimmigen Blicks mit gebeugten Knien durch einen Wust von Paletten, Pinseln und anderen Malerutensilien auf dem Fußboden, hat die rechte Hand zur Faust geballt und holt mit einem langen Stock in seiner Linken zum Schlag aus. Offenbar hat der Schüler sich geweigert, die geforderte Dekorationsmalerei zu liefern, und Seeger dadurch aufgebracht. An der anderen Seite des unbotmäßigen Eleven, also auf der linken Bildseite, steht im Vordergrund ein großer Hund, über dessen Rücken das eine Ende einer Leinwand oder eines langen Blattes Papier liegt und dessen Hinterpfoten auf dem anderen, am Boden liegenden Teil dieses Blattes oder dieser Leinwand stehen, die sich lose um den Hundeleib herumgeschlungen hat und auf der eine Art Pokal oder Füllhorn zu sehen ist. Mit aufgerissenem Maul und drohender Gebärde blickt der Hund nach rechts. Im Schatten hinter dem bedrohten Schüler und dem Hund befinden sich in der linken Bildhälfte sieben weitere Personen, teils mit Malerutensilien ausgerüstet, die zum Teil das Geschehen mit ratlosen Blicken verfolgen.
An der anderen Seite Seegers steht ein weiterer Maler in weißer Schürze, aus der mehrere Pinsel oder Schaber hervorragen. Er hat beide Arme fast waagerecht nach rechts und links ausgestreckt. Mit der rechten Hand packt er Seeger an dessen blauem Rock oder seiner gelben Weste – der wütende Intendant ist eines der wenigen Elemente der Zeichnung, die zum Teil koloriert sind –, mit der linken Hand scheint er einen weiteren wütenden Schüler am Aufschlag seines Rockes festzuhalten. Dieser zweite Schüler, auf den mehrere weitere Figuren einzusprechen oder einzuschreien scheinen, blickt ebenfalls trotzig auf Seeger bzw. über diesen hinweg, hat sein Malzeug aus den Händen gelegt und diese ebenfalls zu Fäusten geballt. Im Gegensatz zu der Mittelfigur trägt dieser junge Mann die Uniform der Karlsschüler. Seine Füße stehen auf einer Fackel mit der Aufschrift „Prometheus“, die am Boden liegt – wohl ein symbolischer Hinweis darauf, dass der junge Maler sich als unterdrücktes, mit Füßen getretenes Genie empfindet.
Frühere Versuche, diesen jungen Mann im rechten Bildteil zu identifizieren, gingen auf Berichte aus dem 19. Jahrhundert zurück, nach denen es wahrscheinlich schien, dass hier der spätere Dichter Franz Carl Hiemer dargestellt wurde. Nachdem man jedoch darauf aufmerksam wurde, dass dieser uniformierte Karlsschüler ein Schulterband an seinem Rock trägt, war diese Theorie hinfällig. Mit dem Schulterband wurden die besten Schüler der einzelnen Abteilungen ausgezeichnet. Der mit Koch befreundete Malerschüler Johann Baptist Seele trug diese Auszeichnung während seiner gesamten Schulzeit an der Hohen Karlsschule, so dass davon auszugehen ist, dass er auf dieser Karikatur als Unterstützer seines Freundes dargestellt ist.
Die aufwärts gerichteten Blicke der beiden aufmüpfigen Freunde treffen sich an der erhobenen Hand des Intendanten Seeger, die den Stock schwingt. Dessen anderes Ende wiederum stiftet die Verbindung zu einer zweiten, etwas kleiner und zarter gezeichneten Szene, die das obere linke Viertel des Bildes ausfüllt. Auf höherer Ebene schwebend und gleichsam allegorisiert wiederholt sich hier die Prügelszene mit leicht verändertem Personal. In der gleichen Haltung wie Seeger schlägt wiederum eine militärisch gekleidete Gestalt, diesmal mit Kopfbedeckung, auf ihr Opfer ein. Dieses Opfer, diesmal weiblichen Geschlechts und möglicherweise als Personifikation der Malerei zu deuten, sitzt mit abgewandtem Gesicht auf einem Quader, auf dem ein Rad zu sehen ist, vor einer Staffelei und scheint sich die Tränen abzuwischen, während die fratzenartigen Gesichter der Verzierungen am linken Rand des Blattes zu feixen scheinen. Der Prügler steht diesmal nicht auf einem mit Pinseln etc. bedeckten Fußboden, sondern auf einem Garben- oder Rutenbündel, um das sich Ketten mit Fußschellen und Kugeln schlingen. Hinter dem Prügler sieht man einen kniend in den Block geschlossenen Maler, der seine Hände so natürlich nicht gebrauchen kann, und rechts davon schwebt, oberhalb einer fast waagerecht liegenden Apollonstatue, eine weitere bunt gekleidete und mit zahlreichen Attributen ausgestattete Gestalt.

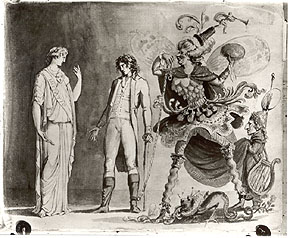
Joseph Anton Koch: „Der Maler als Herkules am Scheideweg“, 1791

Diese auch in Kochs Zeichnung „Der Maler als Herkules am Scheideweg“ von 1791 vorkommende Figur hält in der rechten Hand eine Art Blitzbündel mit einer Schrifttafel, in der Linken möglicherweise einen Spiegel. Ihr Kopf ist mit einer hohen Perücke, auf der noch ein Federhut sitzt, sowie mit Rouge geschmückt und von dem nach der rechten Bildseite gewandten Gesicht geht ein Spruchband aus. Über den Schultern liegt ein weit nach rechts schwingender, offenbar mit Stickerei verzierter Umhang, der auf der Brust von einer möglicherweise geflügelten kopfförmigen Spange zusammengehalten zu werden scheint und unter dem die Figur eine Art rotes Trikot trägt. Eine Reihe von apfelförmigen Objekten, erinnernd an Darstellungen der Artemis Ephesia, ist am Brustkorb dieser Figur befestigt, darunter sieht man auf der Höhe des Gürtels, an dem mindestens sechs gelbe Beutel befestigt sind, Bänder seitwärts flattern. Die Figur hat unnatürlich lange, dünne Beine, die unterhalb der Knie aus gedrehten blauen Säulen zu bestehen scheinen, die in spitze Stiefel mit Radsporen auslaufen. An dieser Fußbekleidung sind außerdem Flügel angebracht, die ebenfalls gelb eingefärbt und wild gelockt sind. Vom linken Flügel des linken Stiefels scheint sich soeben ein etwas gerupft wirkender Vogel, der ein Schild oder einen Brief im Schnabel hält, zu erheben.
Die Karikatur, die sich heute mit der Inventarnummer C 4168 in der Graphischen Sammlung der Staatsgalerie Stuttgart befindet, enthält wahrscheinlich zahlreiche Anspielungen auf die Zustände und Unterrichtsinhalte an der Hohen Karlsschule. Sie wurde im Rahmen der Ausstellung Schiller in Stuttgart gezeigt, aber laut Katalog „größtenteils noch nicht richtig gedeutet“.